# Кубера, Ярослав
Ярослав Кубера (чеш. Jaroslav Kubera; род. 16 февраля 1947 года, Лоуни, Чехословакия — 20 января 2020 года, Усти-над-Лабем, Чехия) — чешский государственный, политический и общественный деятель.
Председатель Сената Чехии с 14 ноября 2018 года по 20 января 2020 года. Был долголетним сенатором от 32-го избирательного округа (Теплице). Также был долголетним городским депутатом города Теплице (1994-2020), а также мэром (позднее Приматор) Теплиц (1994-2018).

## Биография
После получения аттестата зрелости, изучал математику в Масариковом университете в Брно, после изучал иностранную торговлю в Высшей школе экономики в Праге. В период с 1967 по 1969 год работал на стекольной фабрике «Sklo Union», а с 1969 по 1990 год на фабрике «Elektrosvit Teplice». После Бархатной революции стал работать советником городской управы Теплиц и спустя четыре года впервые был избран депутатом городского совета и стал мэром Теплиц.
В 1968 году женился на Вере Куберовой.

### Политическая деятельность
В 1967 году вступил в Коммунистическую партию Чехословакии (KSČ), однако после ввода войск стран Варшавского договора покинул партию в знак протеста.
В 1991 году, после раскола Гражданского форума, вступил в Гражданское движение, однако уже в следующем году вступил в Гражданскую демократическую партию (ODS). После муниципальных выборов в 1994 году, был избран мэром Теплице. Впоследствии, он и партия неоднократно побеждала на муниципальных выборах в Теплице. Вплоть до 2018 года он оставался главой города. С 2001 года, благодаря смене статуса города, должность мэр стала называться Приматор Теплице.
На выборах в Сенат в 2000 году победил кандидата от ČSSD был избран сенатором от 32-го избирательного округа (Теплице). В период с 2012 по 2016 год он был председателем сенаторского клуба ODS. После выборов в Сенат в 2016 году был избран одним из заместителей председателя Сената. На посту председателя сенаторского клуба его сменил Милош Выстрчил.
На региональных выборах в 2016 году был на 55-м месте избирательного списка ODS в Устецком крае, однако благодаря преференциальному голосованию, был избран вторым депутатом Регионального собрания Устецкого края.
В июне 2017 года заявил, что у него есть достаточное количество подписей сенаторов для выдвижения на президентских выборах в 2018 году. Однако свою кандидатуру он не выдвинул. На выборах в Сенат в 2018 году был переизбран сенатором и вскоре был избран председателем Сената, победив во втором туре голосования кандидата от KDU-ČSL и Партии зелёных Вацлава Гампла. На муниципальных выборах был переизбран депутатом городского собрания Теплиц, однако решил отойти от муниципальной политики, новым приматором стал его коллега однопартиец Гынек Ганза.

### Смерть и похороны
В 2019 году было объявлено, что Ярослав Кубера планирует возглавить делегацию Сената Чехии и посетить Тайвань. Это вызывало недовольство и критику со стороны президента Чехии Милоша Земана, премьер-министра Андрея Бабиша и посла КНР в Чехии Чанг Тьен Мина. В январе 2020 года, Кубера встретился на Пражском Граде с президентом, который передал письмо с угрозами из Китая, которые он поддержал. За неделю до смерти, Кубера был на обеде у президента, а по возвращении домой его стошнило. За три дня до своей смерти, Кубера вновь встретился с послом КНР и вёл с ним разговор. За два дня до своей смерти, Кубера в последний раз появился на публике и выступил с речью на 29-м съезде ODS.
Утром, 20 января, у Ярослава Куберы, который находился в своей канцелярии, случился инфаркт. Он был госпитализирован в больницу в Теплице, а затем в кардиологический центр в Усти-над-Лабем, однако врачам не удалось его спасти. Прощание, с государственными почестями, с Ярославом Куберой состоялось 3 февраля 2020 года. На этот день также был объявлен государственный траур. Похороны политика прошли в кругу семьи и близких друзей.
В апрельском интервью Seznam Zprávy, вдова Куберы, заявила, что врачи отказывались выдавать свидетельство о смерти и причину смерти, однако позднее, эти бумаги были переданы семье. Родственники политика, также считают, что психологическое давление, которое оказывала китайская сторона, привела к смерти Куберы.

## Награды
- Орден Благожелательных облаков (Китайская Республика, 2020) — президент Тайваня Цай Инвэнь наградила Куберу посмертно, за его долголетнюю поддержку Тайваня[26][27].
- Серебряная медаль председателя Сената Чехии (2020) — посмертно.

После смерти Куберы в январе 2020 года, президент Милош Земан объявил о намерении наградить посмертно Орденом Белого Льва. Однако, вдова Куберы, отказалась принимать награду из рук Земана, объяснив это тем, что президент оказывал серьёзное давление на Куберу при подготовке делегации на Тайвань.

## Память

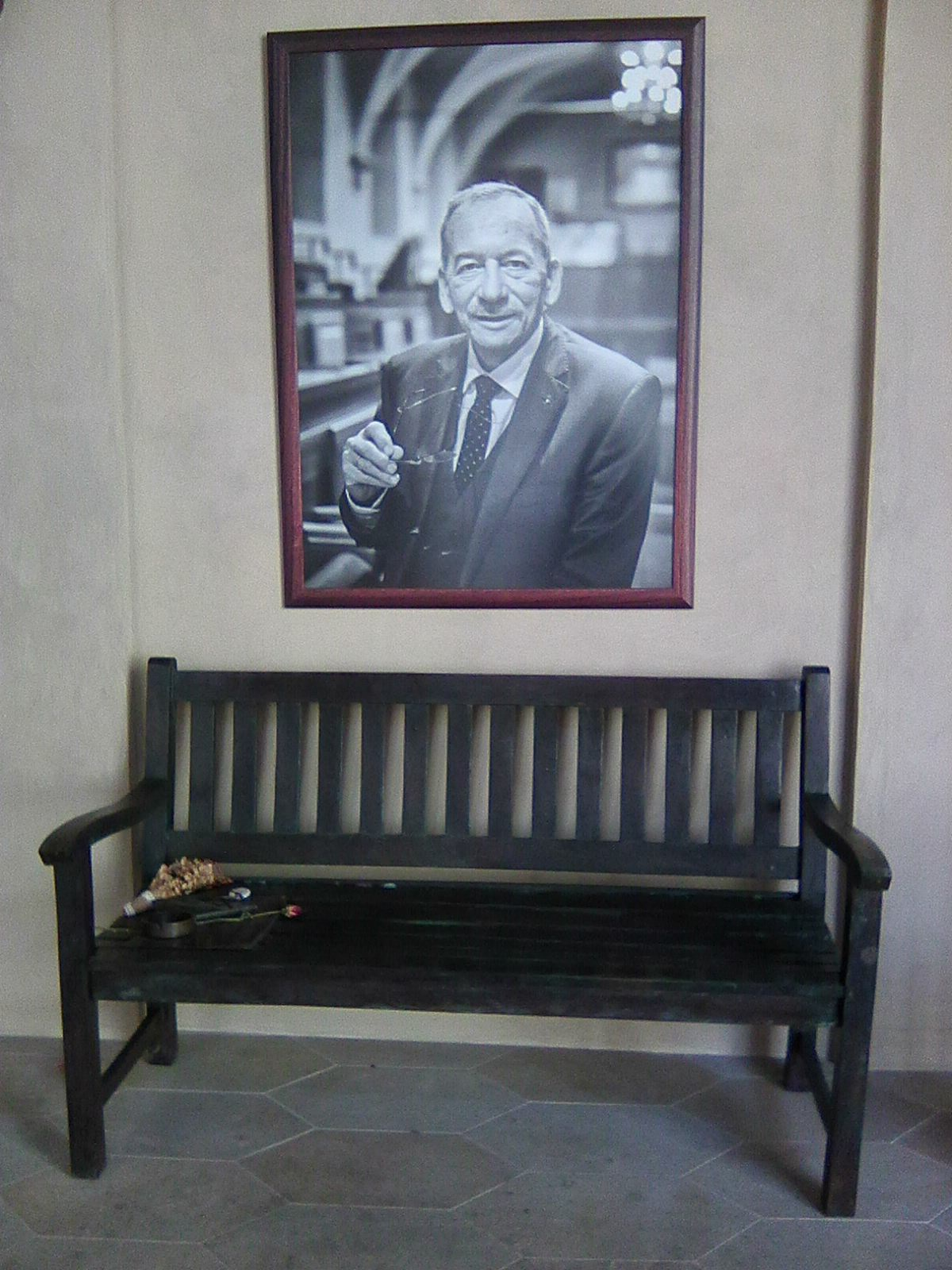
Скамейка памяти Ярослава Куберы

В память Ярослава Куберы, в октябре 2020 года во дворе Вальдштейнского дворца была установлена скамейка с небольшой мемориальной доской и пепельницей. Это место, куда сенатор ходил покурить со своими коллегами, стало доступно для общественности.
В феврале 2022 года, в Лоунах, в родном городе Ярослава Куберы, по заказу ратуши была изготовлена и открыта Мемориальная доска на родном доме Куберы. На открытии доски присутствовала вдова Куберы. После церемониала, вдове вручили свидетельство о почётном гражданстве Лоуны для покойного. В здании Теплицкой ратуши также был установлен рельеф с мотивом дыма и девизом Куберы: «Nepodnikat a nepřekážet».

### В культуре
В 2017 году Ярослав Кубера сыграл президента Чехословакии Эдварда Бенеша в художественном фильме Ондржея Трояна «Томан» (чеш. Toman), который повествует о судьбе Зденька Томана, который был главой отдела внешней разведки Чехословакии с 1945 по 1948 год. Ярослав Кубера также участвовал в нескольких постановках в Крушногорском театре в Теплице, например он играл Директора цирка в Проданной невесте.